# 麥氏鏢吻鱈
麥氏鏢吻鱈，為輻鰭魚綱鱈形目鼠尾鱈科的其中一種。分布於太平洋Chesterfield深海高原海域，屬深海底棲魚類，棲息深度在650-710公尺，體長可達19.2公分，生活習性不明